# Capanna Garzonera
La capanna Garzonera è un rifugio alpino situato nel comune di Quinto, nel Canton Ticino, nelle Alpi Lepontine, a 1.973 m s.l.m.

## Storia
Fu inaugurata nel 1982, e fu completamente ristrutturata nel 1989.

## Caratteristiche e informazioni
La capanna è disposta su due piani, con refettorio unico, per un totale di 20 posti letto. sono a disposizione piani di cottura sia a legna che a gas, completi di utensili di cucina. I servizi igienici e l'acqua corrente sono all'interno dell'edificio. Il riscaldamento è a legna. L'illuminazione è prodotta da pannelli solari.

## Accessi
- Piotta 1.006 m - Piotta è raggiungibile anche con i mezzi pubblici. - Tempo di percorrenza: 2,30 ore - Dislivello: 900 metri - Difficoltà: T2
- Giof 1.386 m - Giof è raggiungibile in auto. - Tempo di percorrenza: 1,30 ore - Dislivello: 600 metri - Difficoltà: T2
- Nante 1.423 m s.l.m. - Nante è raggiungibile anche con i mezzi pubblici - Tempo di percorrenza: 2,15 ore - Dislivello: 500 metri - Difficoltà: T2
- Lago Tremorgio 1.770 m - Il lago Tremorgio è raggiungibile con la teleferica da Rodi. - Tempo di percorrenza: 4 ore - Dislivello: 200 metri - Difficoltà: T2.

## Escursioni
- Lago di Prato (2.055 m) - Tempo di percorrenza: 30 min - Dislivello: 80 metri - Difficoltà: T2.

## Traversate
- Capanna Tremorgio 3 ore
- Capanna Leìt 4 ore
- Capanna Campo Tencia 5 ore
- Capanna Cristallina 6 ore